# Quinto Fabio Vibulano (cónsul 423 a. C.)
Quinto Fabio Vibulano (en latín, Quintus Fabius Q. f. M. n. Vibulanus Ambustus) fue cónsul en 423 a. C. y el tercer hijo del consular del mismo nombre Quinto Fabio Vibulano.

## Carrera política
Fue cónsul junto con Cayo Sempronio Atratino y tribuno militar con poder consular, por primera vez, en 416 a. C. (omitido accidentalmente por Tito Livio, IV. 47), y por segunda vez 414 a. C..
A principios del año siguiente fue interrex.